# Erodium trifolium
Erodium trifolium är en näveväxtart som först beskrevs av Antonio José Cavanilles, och fick sitt nu gällande namn av Antonio José Cavanilles. Erodium trifolium ingår i släktet skatnävor, och familjen näveväxter. Utöver nominatformen finns också underarten E. t. montanum.